# برنارد جي. كولفيلد
برنارد جي. كولفيلد هو محامي وسياسي أمريكي، ولد في 18 أكتوبر 1828 في الإسكندرية في الولايات المتحدة، وتوفي في 19 ديسمبر 1887 في ديدوود في الولايات المتحدة. نشط حزبياً في الحزب الديمقراطي. وقد انتخب عضو مجلس النواب الأمريكي ‏.